# Саксонская академия наук
Саксонская академия наук (нем. Sächsische Akademie der Wissenschaften, сокр. SAW) — общественная некоммерческая организация, ведущий научно-исследовательский центр Центральной Германии, одно из старейших научных обществ Европы, член Союза Академий наук Германии.

## История

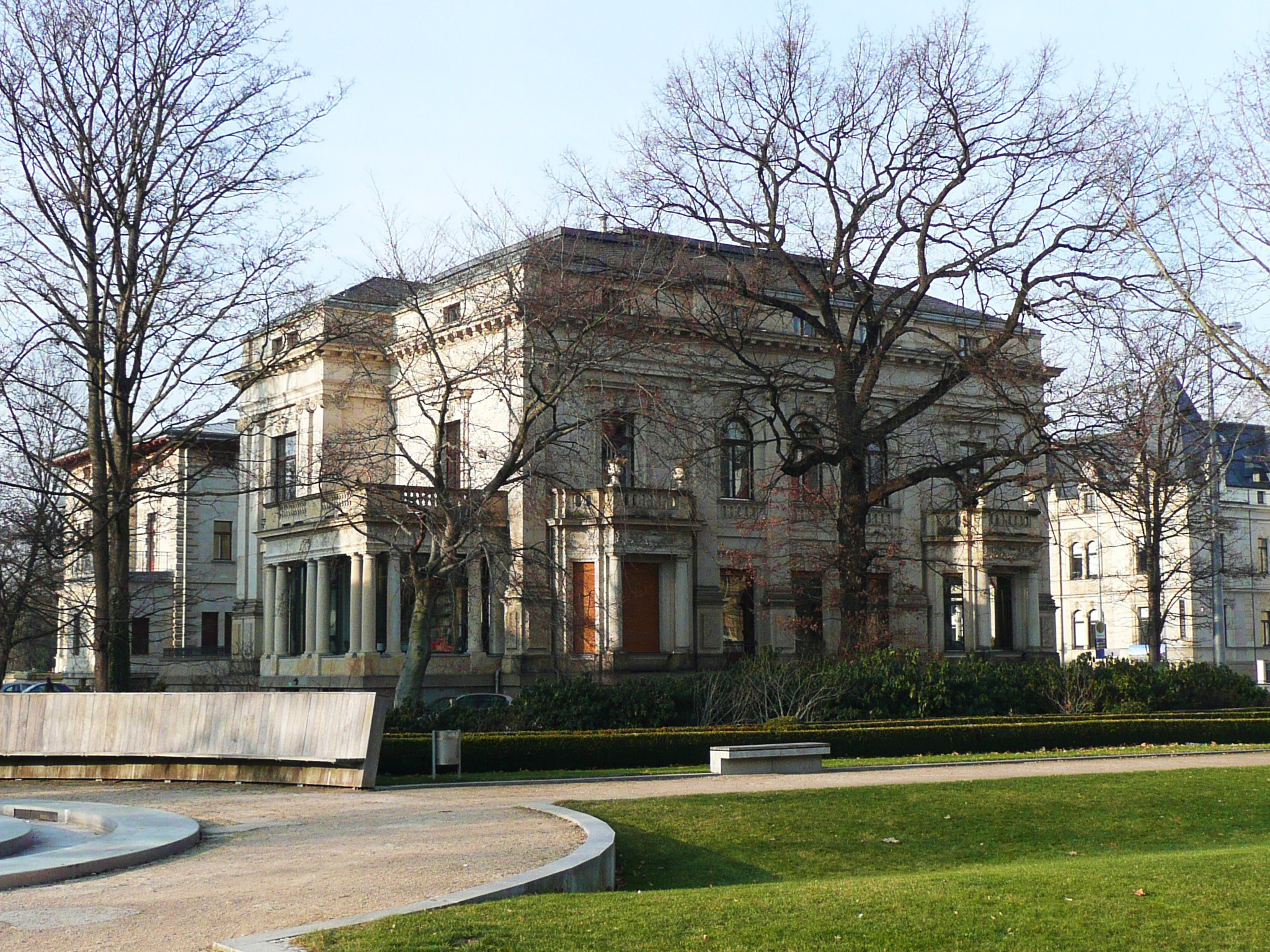
Здание в Лейпциге

Саксонская академия наук возводит свою историю к 3 апреля 1846 года, когда группа из 30 профессоров Лейпцигского университета обратилась с петицией к королю Саксонии Фридриху Августу II, в которой предлагалось учредить в королевстве научное общество. Просьба учёных была активно поддержана саксонским Министерством культуры, и 23 июня 1846 года был утверждён Статут новой организации, получившей название «Саксонское королевское общество наук» (нем. Königlich Sächsische Gesellschaft der Wissenschaften) и штаб-квартиру в Лейпциге. Торжественное открытие, однако, состоялось только 1 июля — в день рождения Готтфрида Вильгельма Лейбница (1646—1716), уроженца Лейпцига. 
Современное название организация получила в день своего 73-летия, 1 июля 1919 года. Академия наук приостанавливала свою деятельность на время Второй мировой войны. В период существования ГДР научное общество сохраняло свою автономию в структуре Академии наук ГДР. Ввиду расформирования Академии наук ГДР в 1989 году, Саксонская академия наук была восстановлена как независимая общественная организация. В 1994 г. юридический статус организации был регламентирован специальным законом Федеральной земли Саксония.

## Структура
В основе организационной структуры академии лежит разделение на Классы. Первоначально (в 1846 г.) было сформировано два класса: Математико-естественнонаучный и Историко-филологический,- в 1996 году к ним добавился класс Технических наук. Каждый класс возглавляет Академик-секретарь. В состав класса входят комиссии (например, Историческая комиссия или Комиссия по четвертичной геологии) и Рабочие группы (например, Рабочая группа по составлению словаря Древнеегипетского языка) во главе с Научным руководителем. 
Административное руководство академией осуществляет Пленум (общее собрание действительных членов) и Президиум, в состав которого входят Академики-секретари и сотрудники академии, избранные в Президиум по решению Пленума. Главой Саксонской академии наук является Президент. В отсутствии Президента его обязанности исполняет Вице-президент. Президенту непосредственно подчиняется центральный административный орган академии - Секретариат, возглавляемый Генеральным (Учёным) секретарём.
В настоящий момент (с 01.01.2016) Президентом Саксонской академии наук является профессор Ханс Висмет (нем. Prof. Dr. rer. pol. habil. Hans Wiesmeth); должность Вице-президента занимает Иоахим Месснер (нем. Prof. Dr. med. habil. Joachim Mössner); Учёным секретарём является Кристиан Винтер (нем. Dr. Christian Winter).

## Премии и награды
Саксонская академия наук присуждает 4 премии, 1 медаль и осуществляет 1 стипендиальную программу, в том числе:
- Лейпцигская научная премия[нем.] (нем. Leipziger Wissenschaftspreis) - присуждается за первостепенные научные достижения в исследованиях, осуществлённых в Саксонии, либо имеющих непосредственную связь с Саксонией. Сумма премии составляет 10.000 евро [1].
- Премия им. Фридриха Веллера[нем.] (нем. Der Friedrich-Weller-Preis) - присуждается за первостепенные научные достижения в области востоковедения. Премия дотируется из средств бюджетов Саксонской академии наук и Лейпцигского университета и составляет 2.500 евро [2].

## Знаменитые сотрудники
- Ахелис, Ганс
- Мёбиус, Август Фердинанд
- Моммзен, Теодор
- Оствальд, Вильгельм Фридрих
- Планк, Макс
- Бек, Рихард (геолог)

## Президенты
- Феликс Маршан — с 1910 по 1921
- Теодор Фрингс — с 1946 по 1965
- Курт Швабе — с 1965 по 1980
- Вернер Банер[нем.] — с октября 1980 по апрель 1991
- Günter Haase — с 19 апреля 1991 по 15 марта 1996
- Уве Фритьоф Хауштайн — с 1 января 2005 по 31 декабря 2007
- Пирмин Штекелер-Вайтхофер[нем.] — с 1 января 2008 по 31 декабря 2015
- Ханс Висмет[нем.] — с 1 января 2016